# Helen Marguerite Muir-Wood
Helen Marguerite Muir-Wood (1895-16 de enero de 1968) fue una geóloga, paleontóloga e historiadora de la Paleontología de origen británico que pasó su carrera en el Museo de Historia Natural de Londres. Es considerada la principal investigadora de braquiópodos de su generación y fue receptora de la prestigiosa Medalla Lyell por sus contribuciones al campo.

## Biografía
Nacida en Hampstead, Inglaterra, Helen Marguerite Muir-Wood estudió Geología en el Bedford College de la Universidad de Londres con la profesora Catherine Raisin. Después ingresó al University College de Londres, donde inició su investigación de los braquiópodos bajo la supervisión de Edmund Garwood. Consiguió un trabajo a tiempo parcial en el Museo de Historia Natural de Londres en 1919, ascendiendo entre las filas de asistentes de Geología hasta convertirse en la primera mujer nombrada conservadora auxiliar de Paleontología en 1955. Se retiró oficialmente en 1961, pero continuó trabajando en el museo por otros cuatro años.
Muir-Wood era una autoridad en los animales marinos conocidos como braquiópodos, especialmente en los tipos fósiles que se encuentran en las islas británicas, el Medio Oriente, la India y Malasia. Publicó extensamente sobre braquiópodos y fue coautora de la sección sobre braquiópodos en el estudio Treatise on Invertebrate Paleontology (1965).
La Sociedad Geológica de Londres le otorgó el Fondo Lyell en 1930 y fue honrada con la Medalla Lyell en 1958. Ya jubilada, recibió la Orden del Imperio Británico por sus servicios al museo. Falleció en Hampstead en 1968.

## Obra
Entre sus obras se encuentran:
- The British Carboniferous Producti II - Productus, Sensu Stricto: Semireticulatus and Longispinus Groups (1928)
- The Mesozoic Brachiopoda of the Attock district (1937)
- Upper Palaeozoic Faunas of North Sikkim (1941) —coautora—
- Malayan Lower Carboniferons Fossils and Their Bearing on the Visean Palaeogeography of Asia (1948)
- A History of the Classification of the Phylum Brachiopoda (1955)
- Morphology: Classification and Life Habits of the Productoidea (1960) —coautora—
- On the Morphology and Classification of the Brachiopod Suborder Chonetoidea (1962)